# Panagiotis Zervos
Panagiotis Zervos (1878 – Atenas, 2 de janeiro de 1952) foi um grego matemático grego.
Foi professor da Universidade de Atenas.
Foi palestrante convidado do Congresso Internacional de Matemáticos em Roma (1908), Cambridge (1912), Estrasburgo (1920) e Bolonha (1928).